# Tun Tavern

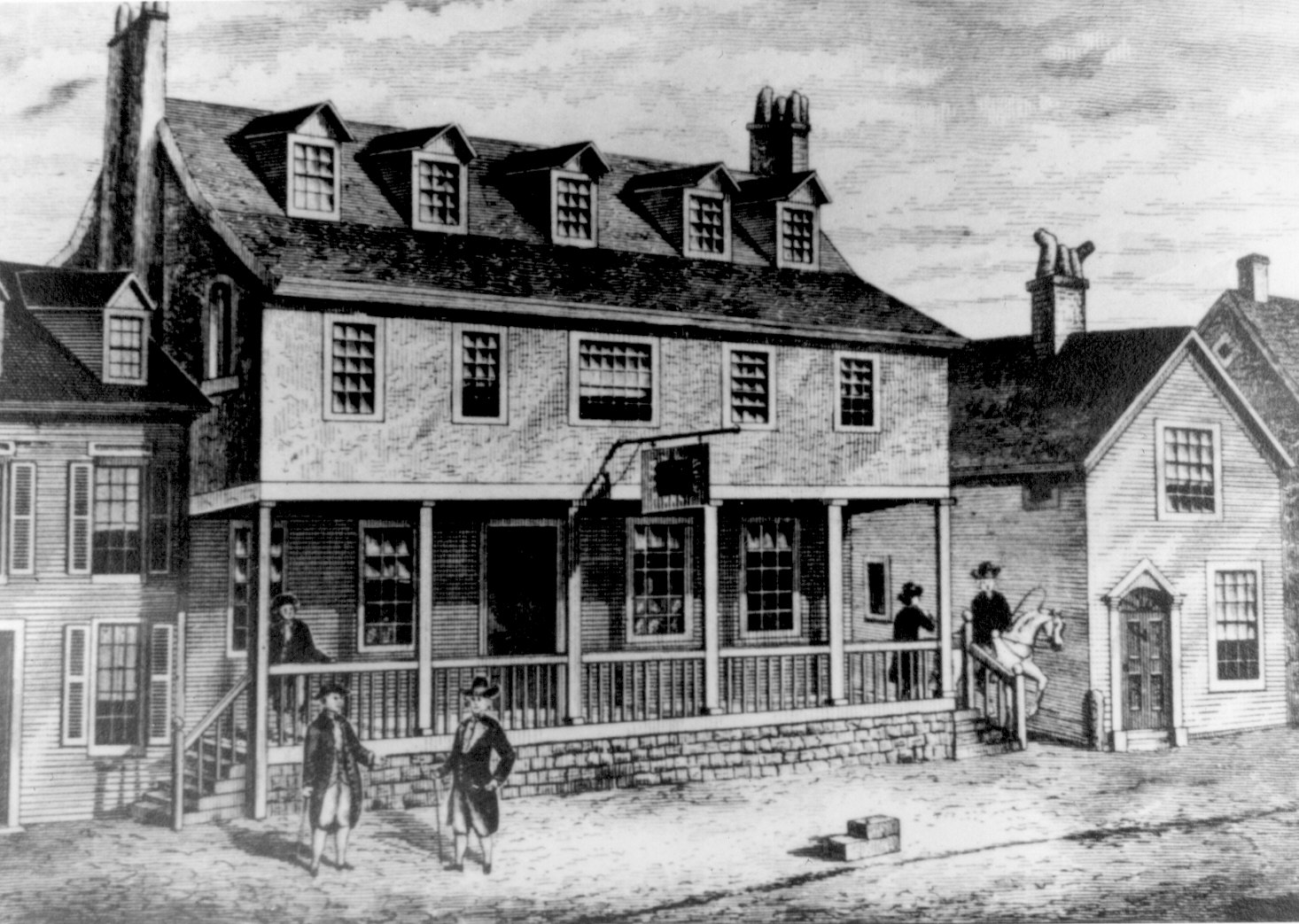
Skizze der ursprünglichen Tun Tavern aus der Zeit des Amerikanischen Unabhängigkeitskrieges.

Die Tun Tavern (von altenglisch „tun“, zu deutsch „Tonne, Fass“) war eine Kneipe in Philadelphia im US-Bundesstaat Pennsylvania. Sie gilt als Gründungsort des United States Marine Corps, der Marineinfanterie der Vereinigten Staaten, und spielt daher eine wichtige Rolle im Selbstverständnis dieser Teilstreitkraft.
Die ursprüngliche Tun Tavern fiel dem Bau der Interstate 95 ab 1959 zum Opfer. Das Nationalmuseum des Marine Corps in Quantico in Virginia betreibt einen originalgetreuen Nachbau.

## Geschichte
Samuel Carpenter gründete 1685 die Tun Tavern in der Nähe des Delaware River. Zur damaligen Zeit befand sich die Kneipe an der Tun Street, sodass er den Namen unter logischen Gesichtspunkten wählte. Ab 1720 traf sich die St. George’s Society, die sich für die wohltätige Unterstützung neuankommender englischer Siedler einsetzte, regelmäßig in der Tun Tavern.
Von 1732 an waren die Freimaurer der Großloge von Pennsylvania regelmäßige Stammgäste des Lokals. Am 24. Juni 1734 wählten ihre Mitglieder Benjamin Franklin zu ihrem Großmeister, und bis heute erkennt die Großloge von Philadelphia die Taverne als Ursprungsort der amerikanischen Freimaurerei an.
Ungefähr ein Jahrzehnt später baute ein neuer Besitzer die Kneipe aus und nannte den Anbau Peggy Mullan’s Red Hot Beef Steak Club at Tun Tavern. Die Erweiterung entwickelte sich zu einem großen Geschäftserfolg, sodass einige bekannte amerikanische Persönlichkeiten das Gasthaus förderten. 1747 gründete sich in der Tun Tavern die St. Andrew's Society, die sich schottischen Einwanderern verpflichtete.
1756 gründete Benjamin Franklin, nun Colonel, die Pennsylvania Militia, die der Kontinentalarmee unterstand. Dabei legte er die Kneipe als Treffpunkt seiner Einheit fest. Darüber hinaus warb er viele junge Männer für sein Regiment anlässlich der Indianerkriege an, die den Siedlern zu dieser Zeit militärisch zusetzten. George Washington, Thomas Jefferson und andere Mitglieder des Kontinentalkongresses trafen einander ebenfalls in der Kneipe, um die Unabhängigkeit von der englischen Krone vorzubereiten.
Am 10. November 1775 beauftragte der Kontinentalkongress Samuel Nicholas mit der Aufgabe, die ersten zwei Bataillone der Continental Marines aufzustellen, die sich allmählich zur heutigen Marineinfanterie der Vereinigten Staaten entwickelten. Er bestimmte Robert Mullan, den Eigentümer der Tun Tavern, zum obersten Rekrutierungsbeamten der neuen Einheit. Diese Tätigkeit übte Mullan in seiner Kneipe aus und köderte junge Männer mit Alkohol für den Wehrdienst. Im Gegenzug profitierte er dadurch von der Vereinbarung, dass bereits verpflichtungswillige Männer sein Lokal aufsuchten.